# Czerwone Siodełko
Czerwone Siodełko (ok. 2180 m n.p.m.) – trawiasty odcinek grzędy na Mięguszowieckim Filarze w Tatrach Polskich pomiędzy Białym Siodełkiem (ok. 2250 m) a Bańdziochową Strażnicą (ok. 2150 m). Ma duże znaczenie dla taterników, gdyż krzyżują się na nim drogi wspinaczkowe. Z Czerwonego Siodełka do Bańdziocha opada Czerwony Żlebek, na przeciwną stronę do Wielkiej Galerii Cubryńskiej opada zachód zwany Klimkową Ławką.
Z Wielkiej Galerii Cubryńskiej przez Klimkową Ławkę, Czerwone Siodełko i Czerwony Żlebek prowadzi droga wspinaczkowa do Bańdziocha: 0 w skali tatrzańskiej, kruszyzna i strome trawki. Czas przejścia 30 min.